# Mark Pearce
Mark Jeffery Pearce, född 29 mars 1970, är sedan 2007 professor i astropartikelfysik vid 
Kungliga Tekniska högskolan. Han tilldelades 2010 Wallmarkska priset på 150 000 kr, "för hans uppfinningsrikedom i instrumentutveckling som resulterat i nya, uppmärksammade rön om förekomsten av antimateria i den kosmiska strålningen". Bland annat är han engagerad i ballongprojekten PoGOLite och PoGO+ och satellitexperimentet PAMELA.